# Visegrádgroep

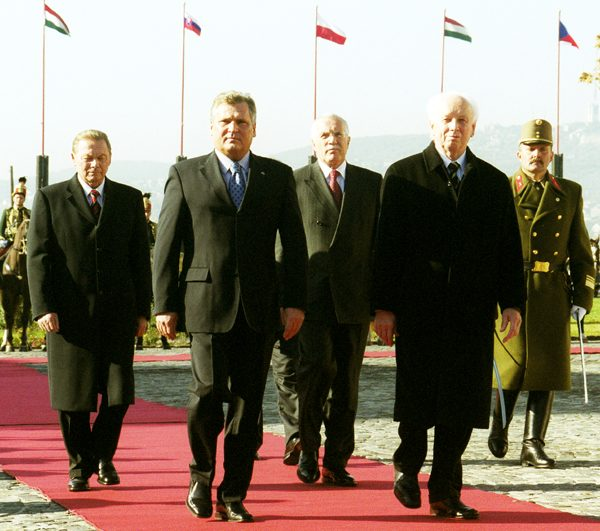
Presidenten van de Visegrádlanden in Boedapest in 2003

De Visegrádgroep of Visegrád 4 (V4) is een alliantie van vier Centraal-Europese landen; Hongarije, Polen, Slowakije en Tsjechië.
De Visegrádgroep had zijn oorsprong in een handelstop van de regeringsleiders van Hongarije, Polen en Tsjechoslowakije in de stad Visegrád op 15 februari 1991, die tot doel had een samenwerking op te zetten tussen deze drie staten (met de deling van Tsjechoslowakije werden dit er vier) om het proces van Europese integratie te bevorderen. De leden van de Visegrádgroep werden op 1 mei 2004 lid van de Europese Unie.
De naam is afgeleid van een bijeenkomst van de koningen van Bohemen, Hongarije en Polen in de Hongaarse stad Visegrád in 1335.

## Economie
Na Slovenië zijn de landen van de Visegrádgroep de rijkste postcommunistische landen in Europa. Alle vier de landen hebben redelijk ontwikkelde vrije markteconomieën en kennen een gemiddelde economische groei. Ook zijn alle vier landen republieken en parlementaire democratieën met een meerpartijenstelsel, waarin zij dus overeenkomen met de 'traditionele' EU-lidstaten.

## Vluchtelingencrisis
Sinds de Europese vluchtelingencrisis van 2015 opereert de Visegrádgroep als een subgroep binnen de Europese Unie. De vier landen van Visegrád weigerden lange tijd mee te werken aan een herverdeling over de lidstaten van de binnenstromende vluchtelingen en migranten uit Syrië en andere landen in Azië en Afrika. De Visegrádlanden maakten deze afweging op grond van de overtuiging dat vluchtelingen en migranten niet in hun landen wilden wonen maar in West-Europa. In de Europese Raad werden ze overstemd, maar ze blijven sindsdien weigeren de meerderheidsbesluiten uit te voeren.